# Base transceiver station
Pour les articles homonymes, voir BTS.

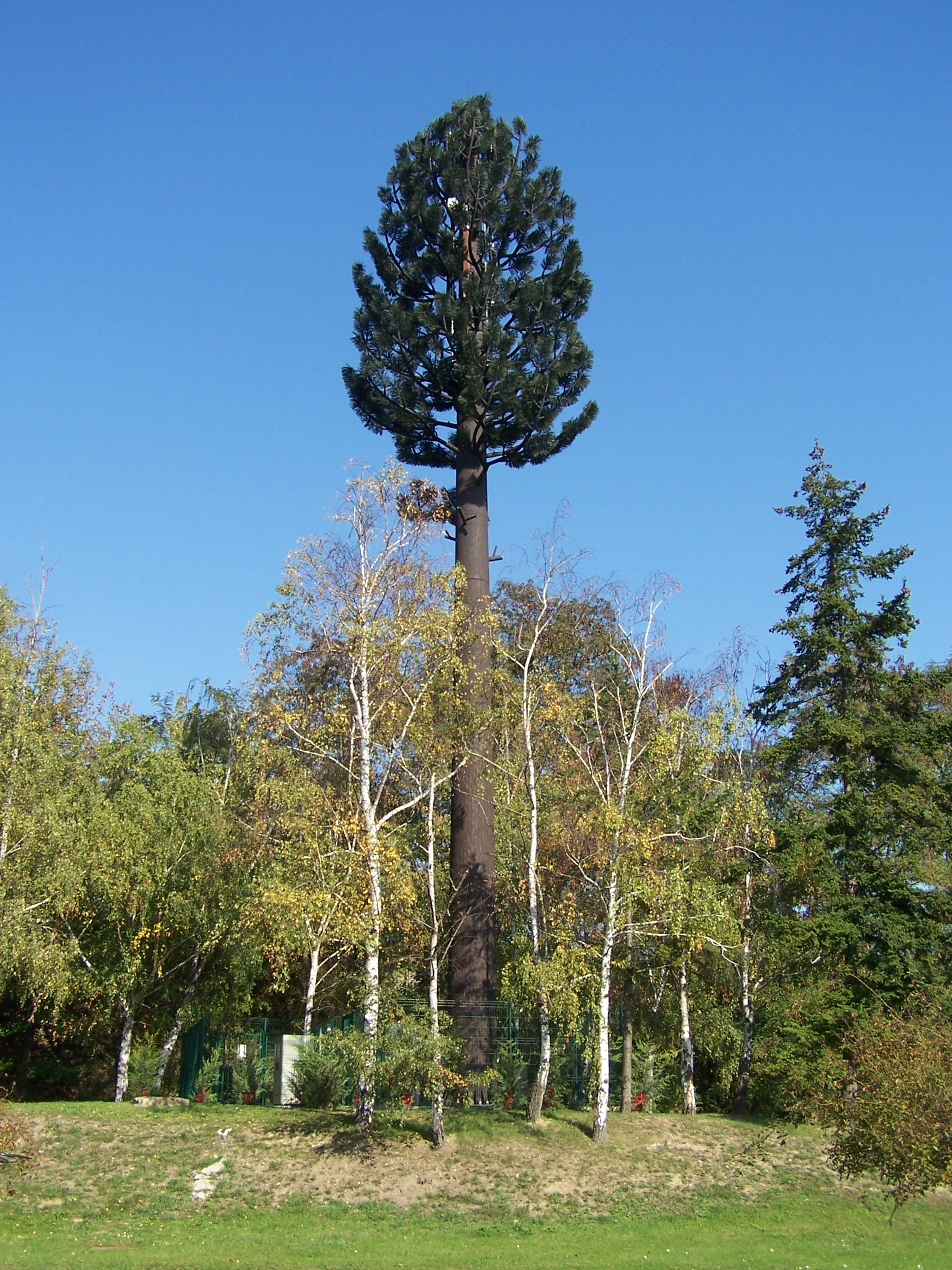
Antenne relais « arborisée » à Villepreux dans les Yvelines, en France

La base transceiver station (en français : station de transmission de base ou station émettrice-réceptrice de base) (BTS) est un des éléments de base du système cellulaire de téléphonie mobile GSM. Elle est appelée plus communément « antenne-relais GSM » (à différencier de l'antenne-relais UMTS, de type Node B).
Schématiquement, cette cellule (base du maillage d'un réseau de téléphonie mobile) est composée essentiellement d'un élément d'interface avec la station la contrôlant (la BSC), d'un ou plusieurs émetteurs et récepteurs (transceiver, TRX) et d'une à trois antennes. 

## Fonction
Elle est chargée de la liaison radio avec les stations mobiles. 
Les rôles principaux d'une BTS sont :
- l'activation et la désactivation d'un canal radio ;
- le multiplexage temporel (accès multiple à répartition dans le temps ou TDMA) et la gestion des sauts de fréquences (ėtalement de spectre par saut de fréquence ou frequency hopping) ;
- le chiffrement du contenu à transmettre (pour préserver la confidentialité de la communication sans fil) ;
- les codages canal, chiffrement des trames, modulation, démodulation et décodage du signal radio (protection contre les erreurs de transmission, interférences, bruits....) ;
- le contrôle de la liaison ;
- la surveillance des niveaux de champ reçu et de la qualité des signaux (nécessaire pour le transfert intercellulaire) ;
- le contrôle de la puissance d'émission (limiter la puissance à ce qui est strictement nécessaire pour perturber le moins possible les cellules voisines).

Le domaine de la BTS reste néanmoins la liaison physique radio, l'essentiel des fonctions de contrôle et de surveillance étant rempli par la BSC.

## Capacité
Un TRX (Transmission/Reception Unit) est un émetteur récepteur qui gère une paire de fréquences porteuses (une en voie montante, une en voie descendante). On peut multiplexer jusqu'à 8 communications GSM simultanées sur un TRX grâce à la technique d'accès multiple TDMA.
En théorie, la capacité maximale d'une BTS est de 12 TRX. Ainsi, elle peut gérer jusqu'à 96 communications simultanées. Mais cette limite n'est jamais atteinte en pratique.
Dans les zones rurales, le rôle de la BTS est d'assurer une couverture. Elle est donc généralement limitée à un seul TRX ou deux si l'opérateur prévoit un TRX de secours. Dans les zones urbaines, la BTS doit assurer une couverture mais également écouler un trafic important. Elle peut donc être équipée de deux à neuf TRX.
Afin d'écouler plus de trafic, les opérateurs préfèrent augmenter le nombre de BTS plutôt que d'augmenter le nombre de TRX par BTS. Ainsi, les interférences entre canaux utilisant les mêmes fréquences sont limitées.

## Caractéristiques

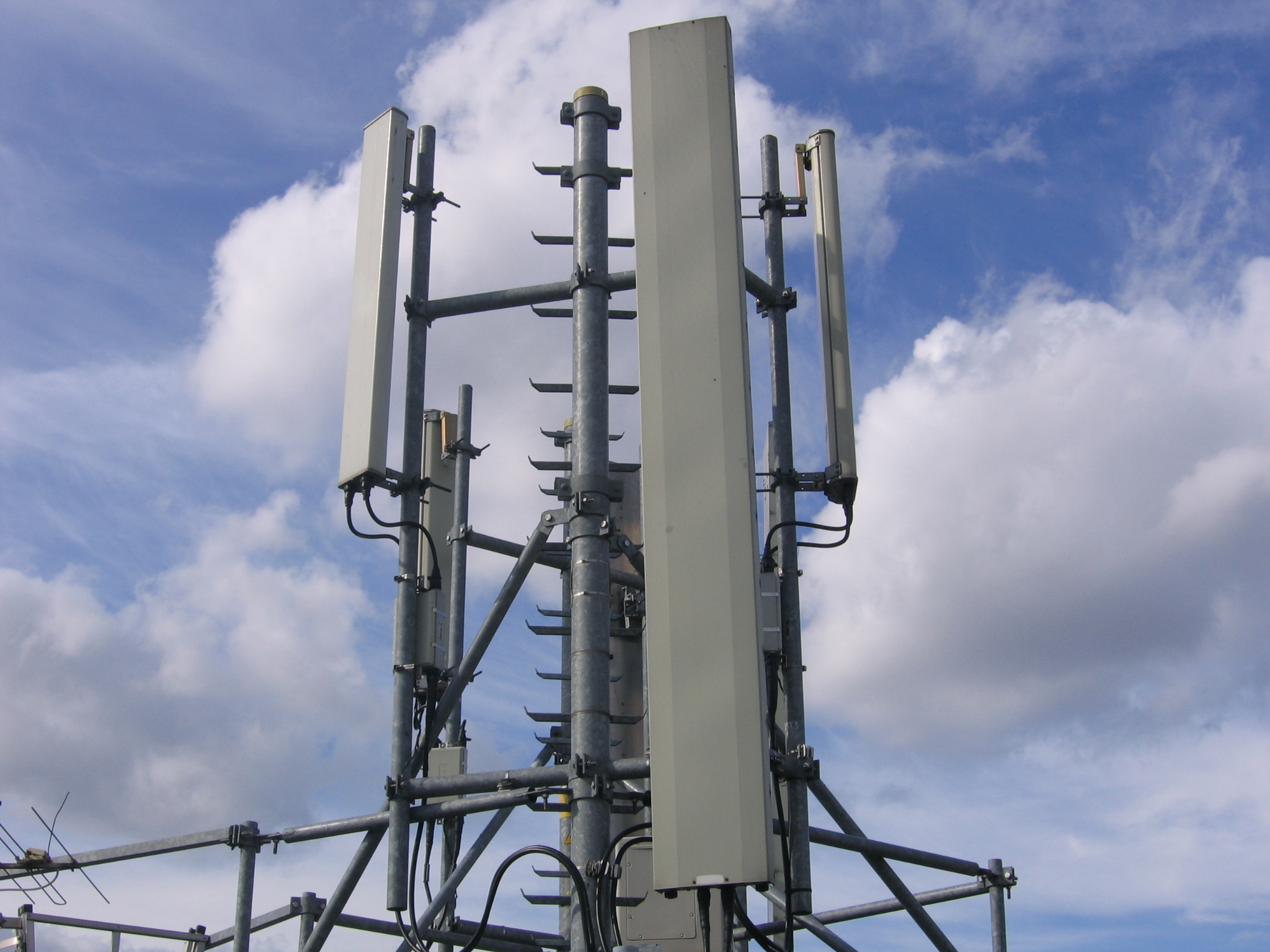
Antenne-relais du réseau GSM

### Type d'antennes
On distingue les antennes omnidirectionnelles (qui émettent à 360°) des antennes bi-sectorielles (180° par antenne) ou tri-sectorielles (120° par antenne), les plus fréquentes car elles permettent un maillage optimisé d’une zone géographique (voir article réseau de téléphonie mobile) et limitent les interférences entre canaux utilisant une même fréquence.

### Taille de la cellule
Une BTS classique peut émettre jusqu'à 35 km au maximum (dans la bande de fréquence des 900 MHz). On parle de macro-cellule pour un rayon compris entre 2 km et 35 km, de petite cellule (small-cell) pour un rayon compris entre 500 m et 2 km, de micro-cellules pour un rayon inférieur à 500 m (dans les zones urbaines) et de Femtocells pour un rayon de 10 à 20 m (utilisées en général dans des locaux fermés).

## Classement

### BTS normales
La norme GSM impose une sensibilité minimale en réception de -104 dBm en GSM 900 et DCS 1800.
Elle définit également plusieurs classes selon la puissance maximale électrique d’émission de la BTS avant couplage :
| Numéro de classe | GSM 900        | DCS 1800       |
| ---------------- | -------------- | -------------- |
| 1                | 320 W / 55 dBm | 20 W / 43 dBm  |
| 2                | 160 W / 52 dBm | 10 W / 40 dBm  |
| 3                | 80 W/ 49 dBm   | 5 W / 37 dBm   |
| 4                | 40 W/ 46 dBm   | 2.5 W / 34 dBm |
| 5                | 20 W/ 43 dBm   |                |
| 6                | 10 W/ 40 dBm   |                |
| 7                | 5 W/ 37 dBm    |                |
| 8                | 2.5 W/ 34 dBm  |                |

Pour calculer les niveaux de champs électromagnétiques générés il faut tenir compte du fait que ces antennes sont directives et génèrent donc des gains d'antenne pris en compte par la PIRE (puissance isotrope rayonnée équivalente).

### Micro BTS
En ce qui concerne les micro BTS, il n'existe que trois classes qui spécifient la puissance maximale d'émission avec couplage, ainsi que la sensibilité.
| Numéro de classe   | GSM 900          | DCS 1800           |
| ------------------ | ---------------- | ------------------ |
| Puissance maximale |                  |                    |
| M1                 | 80 mW / 19 dBm   | 500 mW / 27 dBm    |
| M2                 | 30 mW / 14 dBm   | 160 mW / 22 dBm    |
| M3                 | 10 mW / 10 dBm   | 50 mW / 17 dBm     |
| Sensibilité        |                  |                    |
| M1                 | 0.2 pW / -97 dBm | 0.06 pW / -102 dBm |
| M2                 | 0.6 pW / -92 dBm | 0.2 pW / -97 dBm   |
| M3                 | 2 pW / -87 dBm   | 0.6 pW / -92 dBm   |